# Charles-Abraham Chasselat
Pour les articles homonymes, voir Chasselat.
Charles-Abraham Chasselat (dit Charles Chasselat), né en 1782 à Paris, où il est mort le 20 juillet 1843, est un peintre, graveur et illustrateur français.

## Biographie

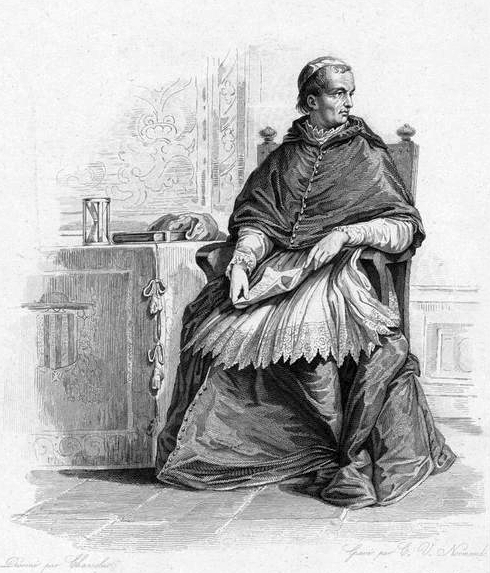
Le cardinal Georges d'Amboise, gravure de Normand d'après un tableau de Chasselat.

Fils du peintre et graveur Pierre Chasselat, Charles Chasselat devient l'élève de François-André Vincent et s'oriente par goût vers les représentations historiques. En 1804, il est reçu deuxième au prix de Rome.
En 1812, il expose à Paris son tableau, Le Repos de Bélisaire.
Il prend en charge l'atelier de gravure des Beaux-arts de Paris après la chute du Premier Empire. Il est alors sollicité pour illustrer des événements officiels comme Les funérailles de Louis XVIII ou encore Le couronnement de Charles X.
Il illustre également de nombreux ouvrages dont la réédition des œuvres complètes de Charles Rollin (1817), La Jérusalem délivrée de Le Tasse (1819), les poésies de Marceline Desbordes-Valmore (1820), de Marie de France (1820), etc.
Il épouse Victorine Jeanne Lataille, leur fils, Henri Jean Saint-Ange Chasselat (1813-1880), sera également peintre.